# Qırmızı Qəsəbə
Il paese di Qırmızı Qəsəbə si trova nella parte nord-orientale della catena di Gran Caucaso, è situato sulla riva sinistra del fiume Kudialchay, a 29 km dalla stazione ferroviaria di Khachmazed ed è un luogo di residenza popolata prevalentemente da ebrei della montagna. Precedentemente chiamato in russo "Sloboda ebraica", è stato rinominato "Sloboda Rossa" (Krasnaja Sloboda) nel 1926, e dal 1991 il nome viene tradotto in azero Girmizi Gasaba (ortografia ufficiale: Qırmızı Qəsəbə), e diviene un'unità amministrativa di autogoverno della città di Guba (Quba).
Questo paesino è l'unico luogo di residenza compatta degli ebrei della montagna in tutto lo spazio post-sovietico, Secondo il censimento della popolazione del 1989, 4.524 persone vivevano a Krasnaja Sloboda. oggigiorno conta una popolazione di 3'557 abitanti, ed è considerato l'ultimo vero Schtetel del mondo.
Ci sono tre comunità ebraiche in Azerbaigian - ebrei della montagna, ebrei europei (Ashkenazi) ed ebrei georgiani. Al momento, gli ebrei della montagna costituiscono la maggioranza della comunità ebraica azera.

## Storia
Il primo insediamento ebraico nell'area fu chiamato "Kulgat" sulla riva sinistra del Kudialchay, a pochi chilometri dall'attuale Qırmızı Qəsəbə. Le vecchie pietre tombali nell'area di Kulgat e altre prove che erano state parzialmente distrutte durante gli attacchi del Nadir Shah provano che gli ebrei avevano vissuto qui.
Mentre gli ebrei dell'altopiano sono stati nella zona di Guba almeno dal XIII secolo, la fondazione formale di Krasnaja Sloboda risale al XVIII secolo. Nel 1742 il Khan di Guba, Fatali Khan, diede agli ebrei il permesso di creare una comunità libera dalla persecuzione attraverso il fiume dalla città di Guba. Originariamente indicato come Yevreiskaya Sloboda (Sloboda ebraica cioè insediamento ebraico), il nome fu cambiato in Krasnaya Sloboda (Insediamento Rosso) sotto il dominio sovietico.
Gli ebrei che si trasferirono qui da diversi posti vivevano in 9 insediamenti. Gli ebrei di Gilan si trasferirono nell'insediamento nel 1780. L'insediamento di Gilaki degli ebrei Gilani si trovava nel centro dell'insediamento rosso. Le persone provenienti da Baku e Guba vivevano nell'insediamento di Mizrahi ("Est"). La migrazione da diverse località ha influenzato la diversità dell'occupazione. Ad esempio, gli ebrei che si trasferivano da regioni montuose erano impegnati in vari campi agricoli, e le persone immigrate dall'Iran erano impegnate nel commercio.
Il massiccio insediamento nella città rossa iniziò nel 1731. Dopo la morte di Huseinali Khan nel 1758, suo figlio Fatali Khan era il capo del khanato di Guba. Khan apprezzando molto la lealtà, la saggezza e la laboriosità degli ebrei della montagna, ha dato loro una grande opportunità per dedicarsi all'agricoltura, al giardinaggio, al commercio e all'artigianato. Le condizioni di vita favorevoli create per gli ebrei a Guba hanno causato il trasferimento di ebrei dagli altri villaggi, come Qusar, Ucgun, Shudukh, Griz e persino da Baku, dall'Iran, dalla Turchia e da altri posti a Guba.
Alla fine, gli ebrei della montagna che sfuggirono dagli attacchi e alle persecuzioni si unirono al rifugio di Huseinali Khan a Guba. Il khanato di Guba, che si stava sviluppando durante gli anni di Huseinali Khan (1722-1758) e suo figlio Fatali Khan (1758-1789), consisteva dalle terre settentrionali dell'Azerbaigian e del Daghestan meridionale, da Derbent a Lankaran. Dal 1722, gli ebrei di montagna si sono stabiliti nel territorio di Kudyalchay.
Tra gli ebrei russi, la città una volta era conosciuta come "piccola Gerusalemme". Situato all'incrocio tra est e ovest, oltre 40 minoranze ed etnie vivono in Azerbaigian, inclusi Ebrei, Talisci, Avari, Lezginsi, Russi, Ucraini, Georgiani, Polacchi, Armeni, Tati, Curdi, Udi, Rutuli, e altri.
La città ha avuto un afflusso di sostegno finanziario da parenti che vivono in Israele e presenta la nuova Sinagoga Bet Knesset. Tuttavia, dopo l'indipendenza dell'Azerbaigian nel 1991, molti residenti emigrarono in Israele, negli Stati Uniti e in Europa, e la popolazione cadde dai circa 18.000 che vivevano lì durante l'era del comunismo.

## Società

### Religione

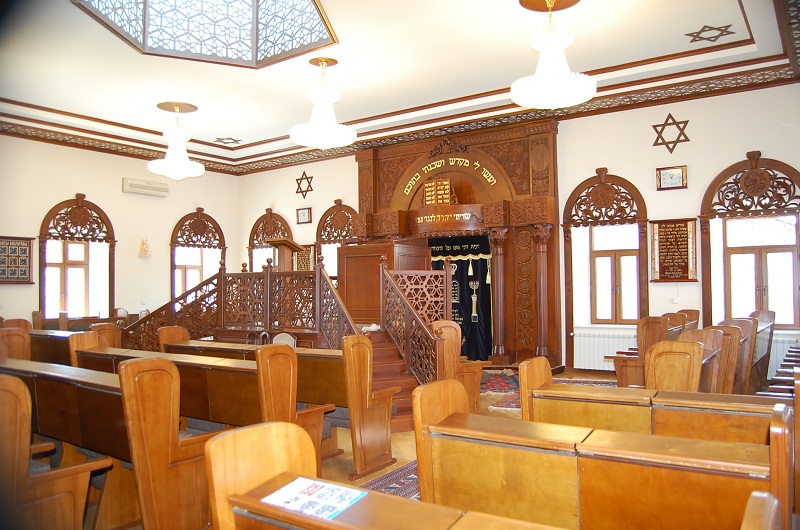
L'interno della rinnovata sinagoga "Giləki" (Hilaki)

I residenti ebrei continuano a praticare nelle rimanenti sinagoghe. Solo otto delle tredici sinagoghe sono state conservate nel villaggio.
Esistono due sinagoghe in Qırmızı Qəsəbə: la sinagoga "Altı günbəz" costruita nel 1888 e rinnovata nel 2000, e la sinagoga "Giləki" (Hilaki) costruita nel 1896 e ristrutturato di recente.
Le sinagoghe non hanno una chiamata speciale durante il culto. Le persone vengono e pregano perché conoscono il tempo di preghiera. La preghiera mattutina inizia alle 8 del mattino. La preghiera del pomeriggio comincia alle 8:00 e alle 9:00 preghiera serale. Secondo la tradizione, le donne non pregano nella sinagoga, anche se possono venirci durante le vacanze.
I residenti del villaggio parlano in 3 lingue: Judeo-Tat (Juhuri), che gli ebrei della montagna parlano nella vita quotidiana, ma anche nella lingua russa e in quella azera. La maggior parte dei residenti di questo villaggio hanno anche imparato l'inglese. Nelle scuole viene insegnato l'azero e il russo.

## Patrimonio

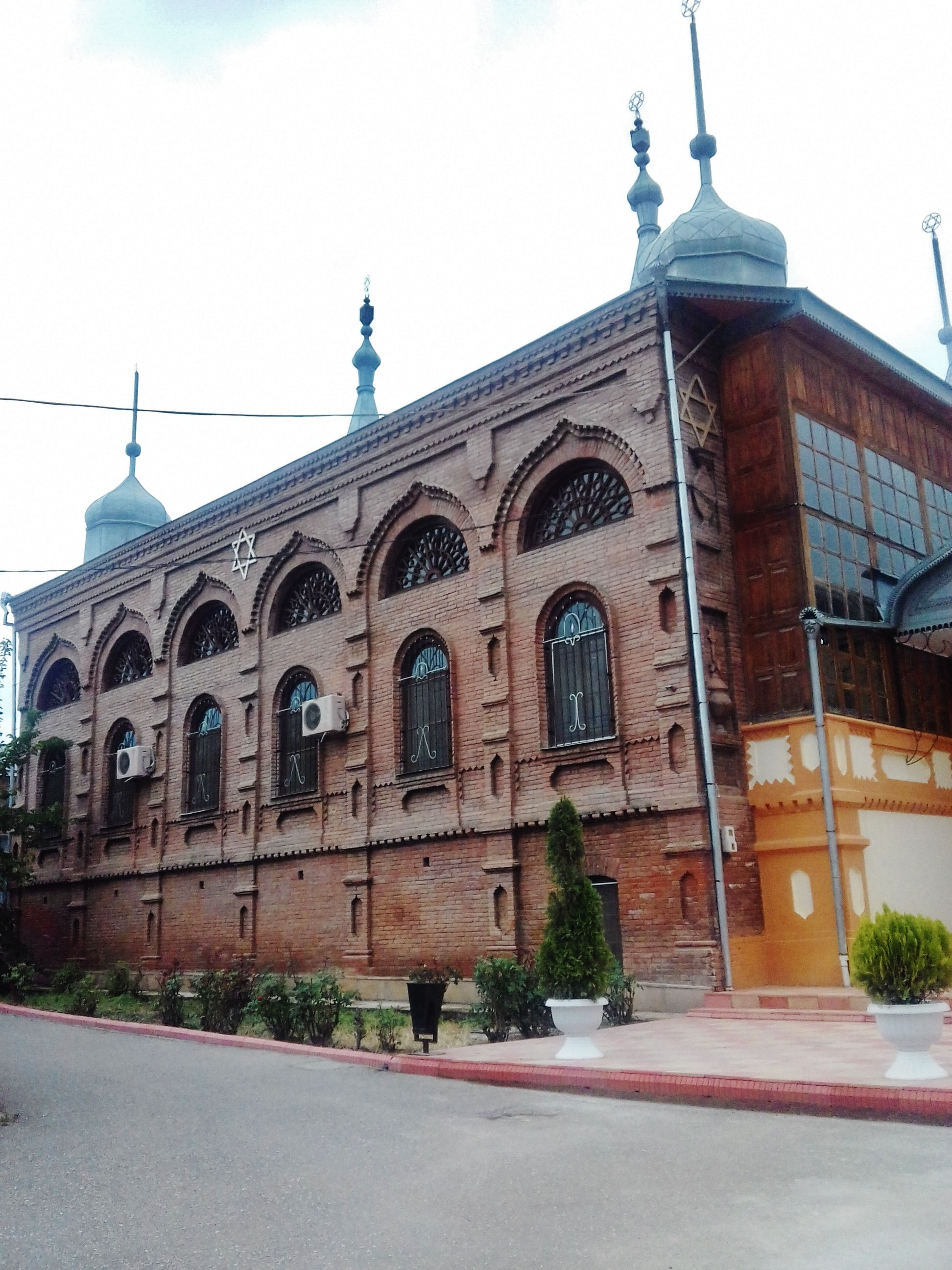
Sinagoga di "Altı günbəz"

Per circa 300 anni la comunità degli ebrei di montagna qui tradizionalmente si occupava di agricoltura, giardinaggio e tessitura di tappeti. I migliori esempi di tessitura dei tappeti, che sono uno dei principali indicatori dell'attività economica degli ebrei di montagna, sono stati tessuti singolarmente su lana e appartengono alla Scuola di tessitura dei tappeti di Guba.
Durante i secoli di residenza nel territorio dell'Azerbaigian, gli ebrei della montagna hanno conservato i loro costumi e tradizioni, rituali, credenze e capacità economiche. Insieme a questo, il vicinato secolare con gli azeri ha causato la formazione di elementi comuni nella loro cultura, economia e tradizioni. I nomi di alcuni tipi di vestiti, piatti e altri elementi sono interpretati principalmente dalle norme della lingua azera. Insieme al giudaismo, la comunità è stata in grado di preservare anche le usanze popolari, le cerimonie, le credenze e le vacanze associate ai rituali, che differiscono per il loro diverso carattere specifico locale. Uno degli elementi del patrimonio culturale immateriale degli ebrei montani è la tradizionale cerimonia nuziale. Questa cerimonia implica la partecipazione obbligatoria del rabbino, l'inizio della festa di nozze fino al sabato, la cerimonia nuziale sotto un baldacchino decorato appositamente nel cortile della sinagoga, ecc. Una delle tradizioni principali della popolazione del Qırmızı Qəsəbə è l'ospitalità. Fin dai tempi antichi, gli ebrei di montagna hanno incontrato con gioia sia le persone della loro religione che i rappresentanti di altre religioni.
L'intensificazione delle relazioni economiche e lo sviluppo degli aspetti individuali dei legami reciproci interetnici hanno aumentato notevolmente la comunicazione degli abitanti del Qırmızı Qəsəbə con la popolazione della città di Guba, e come risultato, nel 1851 fu costruito il primo ponte di legno che collegava Guba e il Qırmızı Qəsəbə.

## Sostegno dello Stato
In Azerbaigian viene svolto molto lavoro sia da parte dello stato che dalla comunità del Qırmızı Qəsəbə per preservare e sviluppare la cultura, la lingua, nonché le relazioni reciproche intracomunitarie e intercomunitarie degli ebrei montani. Gli obblighi della Repubblica dell'Azerbaigian per la protezione e lo sviluppo della comunità degli ebrei della montagna del Qırmızı Qəsəbə si riflettono nella Costituzione e nelle leggi adottate dall'Assemblea nazionale.
Dopo il ripristino dell'indipendenza dello stato della Repubblica dell'Azerbaigian, gli edifici di due sinagoghe locali sono stati restituiti alla comunità del Qırmızı Qəsəbə. Una nuova sinagoga fu costruita a Baku. Nel 1991, il governo dell'Azerbaigian riprese il lavoro sullo studio delle tradizioni ebraiche nel Qırmızı Qəsəbə. Negli ultimi anni, oltre al programma di educazione generale, sono state istituite diverse istituzioni educative a Qırmızı Qəsəbə, dove vengono studiate le basi del giudaismo.

## Lingua

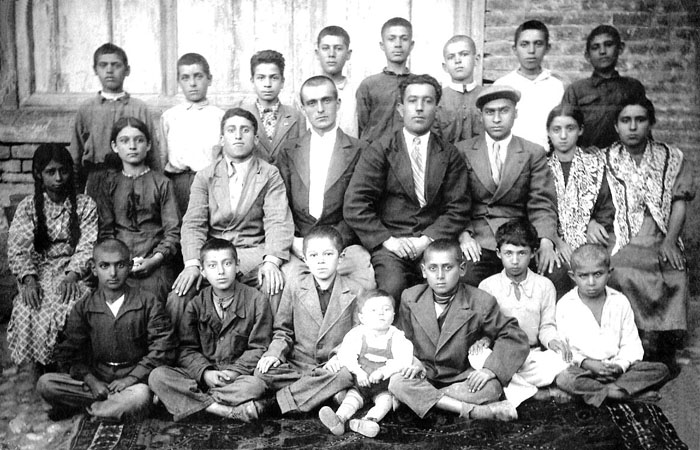
Il collettivo di insegnanti e alunni della scuola secondaria di Qırmızı Qəsəbə

La lingua madre degli ebrei montani è la lingua di Juhurш, che fa parte del gruppo linguistico iraniano. Già dal XIX secolo la lingua azera divenne la seconda lingua madre degli ebrei di montagna. Il bilinguismo (lingue azere e ebraiche) e persino il triadismo (azero, ebreo e russo) sono diffusi tra gli ebrei di montagna.